# Familia Suțu

Stema Familiei Sutzu

Familia Suțu sau Sutzu (în greacă Soutzos sau Soutsos, Σούτσου) este o familie fanariotă greacă care a crescut ca importanță și putere la Constantinopol (astăzi Istanbul) în ultimele secole ale Imperiului Otoman și a dat mai mulți domni de scurtă durată ai Principatelor Dunărene, precum Alexandru Suțu, Mihai Suțu și Mihail Suțu.
Constantin Drako, fiul lui Diamantaki Drako, retor al Patriarhiei de Constantinopol, a fost primul membru al familiei Suțu care a urcat pe scara socială. El s-a căsătorit în 1714 cu prințesa Maria Rosetti, fiica unei familii fanariote cu o existență îndelungată (mama ei a fost Elena Mavrocordat, iar bunicul ei patern Antonie Ruset a domnit în Principatele Dunărene sub suzeranitate otomană). Rudele lui Constantin l-au ajutat să obțină demnități înalte în Principatele Dunărene, iar fiii lui erau înrudiți cu multe persoane influente din Fanar. Mai târziu, în anii 1780-1790, unul dintre fii (Mihai Draco-Suțu) a obținut de mai multe ori tronurile Valahiei și Moldovei și a fost primul prinț al acestei familii.
După prințul Mihai, nepotul de frate Alexandru Suțu, și tizul său, nepotul de fiu Mihail Suțu au domnit, de asemenea, în Principatele Dunărene.
Printre membrii proeminenți ai familiei Suțu se numără doi frați poeți Panagiotis Soutsos și Alexandros Soutsos, dintre care primul a pus bazele renașterii Jocurilor Olimpice, iar al doilea a fost fondatorul școlii grecești de poezie romantică. Ramura principală a familiei de mai sus se află acum la Atena, în Grecia. Alexandru A. Suțu și Mihail C. Suțu au devenit membri ai Academiei Române în anii 1880.

## Legături externe
- fr  Mona et Florian Budu-Ghyka. „Arbre généalogique de la famille Soutzo”.